# Strahlenwarnzeichen

Warnzeichen für Radioaktivität

Das Strahlenwarnzeichen (auch Strahlenzeichen, Flügelrad oder Trefoil (englisch für Klee-, Dreiblatt)) ist das Warnzeichen für Radioaktivität beziehungsweise ionisierender Strahlung. Es ist in dem ISO-Standard ISO 361 geregelt.

## Geschichte
1946 wurde eine interne Abstimmung eines kleinen Forscherteams der Strahlungslaboratorien an der University of California in Berkeley durchgeführt, um ein geeignetes Warnsymbol für Radioaktivität zu finden. Das Symbol war ursprünglich in der Farbe Magenta auf blauem Hintergrund dargestellt, wobei es nur aus drei sich an einer Spitze berührenden, gleichseitigen Dreiecken bestand. Der blaue Hintergrund erwies sich jedoch als nicht sinnvoll und so wurde nach einigen Versuchen Ende der 1950er Jahre das magentafarbene Symbol auf gelbem Grund vom American National Standards Institute genormt.
International wurde das Symbol jedoch in schwarz auf gelben Grund genormt. Inzwischen ist diese internationale Version (neben der US-Version) auch in den Vereinigten Staaten erlaubt.

Ursprüngliche Version in magenta und blau, 1946
US-Version, 1948
Strahlenwarnzeichen am Seitenleitwerk der Convair NB-36H, 1955
Empfehlung R.361 der International Organization for Standardization (ISO) als internationales Symbol, 1963
Internationale Version, 1974

## Verwendung
Das Strahlenwarnzeichen wird auf abschirmenden Behältern für radioaktive Stoffe angebracht, bei entsprechender Größe der radioaktiven Substanzen teilweise auf ihnen selbst, auf Türen von Räumen, in denen sich radioaktive Stoffe oder Geräte befinden, die ionisierende Strahlung erzeugen können (z. B. Röntgengeräte). Das Strahlenwarnzeichen befindet sich auch auf Zäunen oder Absperrungen von kontaminierten Geländen oder Gebäudekomplexen, die radioaktive Stoffe enthalten (z. B. Lagerhallen, Fabriken, Kernkraftwerke). Außerdem tragen auch Fahrzeuge, die radioaktive Substanzen transportieren, das Strahlenwarnzeichen.

## Ergänzendes Symbol

Neues Warnzeichen direkt an gefährlichen radioaktiven Strahlern

Am 15. Februar 2007 gab die Internationale Atomenergieorganisation bekannt, dem Strahlenwarnzeichen ein neues, als ISO 21482 genormtes, noch abschreckenderes Symbol zur Seite zu stellen, das direkt an gefährlichen Strahlern der Strahlungskategorien 1, 2 und 3 angebracht werden soll, um die Gefahr dieser Stoffe und das richtige Verhalten ihnen gegenüber auch Laien klarzumachen, da das abstrakte Trefoil an sich insbesondere von Kindern oder in Entwicklungsländern oft nicht richtig verstanden wurde (Kinder hielten es etwa teilweise für einen Propeller).

## Unicode
Das Flügelrad-Symbol belegt den Unicode U+2622 (☢).

## Atomsemiotik
Die Atomsemiotik beschäftigt sich mit der Frage, inwieweit die Verständlichkeit dieses Symbols über Jahrhunderte oder Jahrtausende gegeben sei.